# Eurodryas matutina
Eurodryas matutina är en fjärilsart som beskrevs av Carl Peter Thunberg 1791. Eurodryas matutina ingår i släktet Eurodryas och familjen praktfjärilar. Inga underarter finns listade i Catalogue of Life.